# Округ Атенс (Охајо)
Округ Атенс (енгл. Athens County) је округ у америчкој савезној држави Охајо.

## Демографија
По попису из 2010. године број становника је 64.757, што је 2.534 (4,1%) становника више него 2000. године.
| Група             | 2000.          | 2010.          |
| Белци             | 57.768 (92,8%) | 58.779 (90,8%) |
| Афроамериканци    | 1.485 (2,4%)   | 1.774 (2,7%)   |
| Азијати           | 1.184 (1,9%)   | 1.747 (2,7%)   |
| Хиспаноамериканци | 639 (1,0%)     | 1.002 (1,5%)   |
| Укупно            | 62.223         | 64.757         |